# پراگ ۷
پراگ ۷ (به لاتین: Prague 7) یک منطقهٔ مسکونی در جمهوری چک است که در پراگ واقع شده‌است. پراگ ۷ ۷٫۱۰ کیلومتر مربع مساحت و ۴۰٬۸۴۳ نفر جمعیت دارد.